# I quaderni del fumetto italiano
I quaderni del fumetto italiano è una collana dedicata al fumetto pubblicata dalla casa editrice Paolo Ferriani Editore.

## Storia editoriale
Nel 1986 Paolo Ferriani, in collaborazione con Luigi Bernardi, crea la collana con lo scopo di divulgare la conoscenza, la diffusione e la cultura del fumetto italiano, presentando al suo interno, monografie, enciclopedie inerenti singoli personaggi, grandi autori ed indici illustrati che prendono in esame tutto l'aspetto editoriale, grafico e storico di ogni singolo albo edito nei vari anni di pubblicazione delle maggiori testate sui protagonisti delle varie serie analizzate.
Nell'arco del tempo per la collana scriveranno e daranno il loro apporto i più importanti storici ed esperti del mondo del fumetto, come Franco Spiritelli, Graziano Frediani, Claudio Dell'Orso, Luigi Bernardi, Stefano Priarone, Angelo Palumbo e Giampiero Belardinelli, che si sono avvicendati nella stesura dei testi.
Nella collana, giunta oggi al ventiquattresimo volume, sono presentati i più significativi eroi del fumetto italiano, come Diabolik, Dylan Dog, Alan Ford, Zagor, Kriminal, Mister No, Gesebel e Jolanda.

## Elenco volumi pubblicati
I volumi pubblicati nella collana sono i seguenti:
1. Gesebel (monografia) (1986)
2. Biancaneve (monografia) (1986)
3. Franco Caprioli (grandi autori) (1987)
4. Franco Caprioli (grandi autori) (1987)
5. Alan Ford - I primi 20 anni (monografia) (1988)
6. Alan Ford - I primi 20 anni (monografia) (1988)
7. (saltato)
8. Diabolik (monografia) (1992)
9. Diabolik - Grande enciclopedia illustrata) (1992)
10. Kriminal (monografia) (1994)
11. Kriminal (index illustrato 1-100) (1994)
12. Dylan Dog - Il mondo segreto (1995)
13. Diabolik - Grande enciclopedia illustrata (1995, seconda edizione)
14. Diabolik (monografia) seconda edizione (1996)
15. Jolanda de Almaviva (monografia) (1996)
16. Zagor (index illustrato 1-100) (in collaborazione con lo Zagor Club, 1997)
17. Alan Ford (index illustrato 1-300) (1998)
18. Zagor (index illustrato 101-200) (in collaborazione con lo Zagor Club, 1999)
19. Zagor (index illustrato 201-300) (in collaborazione con lo Zagor Club, 2001)
20. Diabolik  - Grande enciclopedia illustrata (2002, terza edizione)
21. Mister No (index illustrato 1-100) (2003-2004)
22. Zagor (index illustrato 301-400) (2004)
23. Zagor (index illustrato 1-100) (2005, seconda edizione)
24. Diabolik (index illustrato 1-100) (2005)
25. Mister No (index illustrato e albi speciali) (2008)